# Nothomiza subbasalis
Nothomiza subbasalis là một loài bướm đêm trong họ Geometridae.